# Charles Grey
Charles Grey, 2. hrabě Grey (Charles Grey, 2nd Earl Grey, 2nd Viscount Howick, 2nd Baron Grey of Howick, 3rd Baronet Grey of Howick) (13. března 1764 – 17. července 1845) byl britský státník a premiér. Jako člen strany whigů byl dlouholetým vlivným poslancem a řečníkem Dolní sněmovny, jako dědic hraběcího titulu se stal v roce 1807 členem Sněmovny lordů. Mezitím byl v letech 1806–1807 krátce ministrem námořnictva a ministrem zahraničí. V letech 1830–1834 zastával úřad britského předsedy vlády, v této funkci prosadil volební reformu z roku 1832 a zrušení otroctví v koloniích (1833). Jeho jméno je spojeno i se značkou aromatického čaje – Earl Grey.

## Životopis

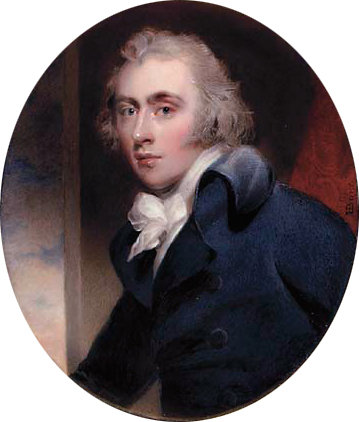
Portrét Charlese Greye z roku 1794

Pocházel ze staré šlechtické rodiny Greyů dlouhodobě sídlící na zámku Howick Hall v Northumbrii. Narodil se jako nejstarší z pěti synů generála Charlese Greye, 1. hraběte Greye (1729–1807) a jeho manželky Elizabeth (1744–1822), rozené taktéž Greyové. Studoval na Eton College a později na Trinity College v univerzitním městě Cambridge. Na Cambridgeské univerzitě studoval latinu, anglickou kompozici a řečnictví, což mu dopomohlo k tomu, že se z něho později stal jeden z nejschopnějších parlamentních řečníků. V letech 1784–1786 absolvoval kavalírskou cestu, navštívil Francii, Itálii a německé země.
Roku 1786 byl zvolen poslancem Dolní sněmovny. Stal se součástí skupiny whigů, jako byli Charles James Fox a Richard Brinsley Sheridan, soustředěné tehdy kolem Jiřího, prince z Walesu. Brzy byl zvolen do vysoké funkce v této politické straně. Byl výrazným zastáncem emancipace katolíků a volební reformy.
Po náhlém úmrtí premiéra Williama Pitta se v roce 1806 stal členem Grenvillovy koaliční vlády jako ministr námořnictva. Po Foxově smrti převzal funkci ministra zahraničí a mluvčího strany whigů v Dolní sněmovně. Poté, co jeho otec získal v roce 1806 titul hraběte, vystupoval jako jeho dědic pod jménem vikomt Howick. Grenvillova vláda padla následujícího roku, Charles Grey po otci v roce 1807 zdědil titul hraběte a stal se členem Sněmovny lordů. Také v horní komoře britského parlamentu patřil k předním osobnostem strany whigů a přes dvacet let byl mluvčím opozice proti vládám toryů.

## Volební reforma

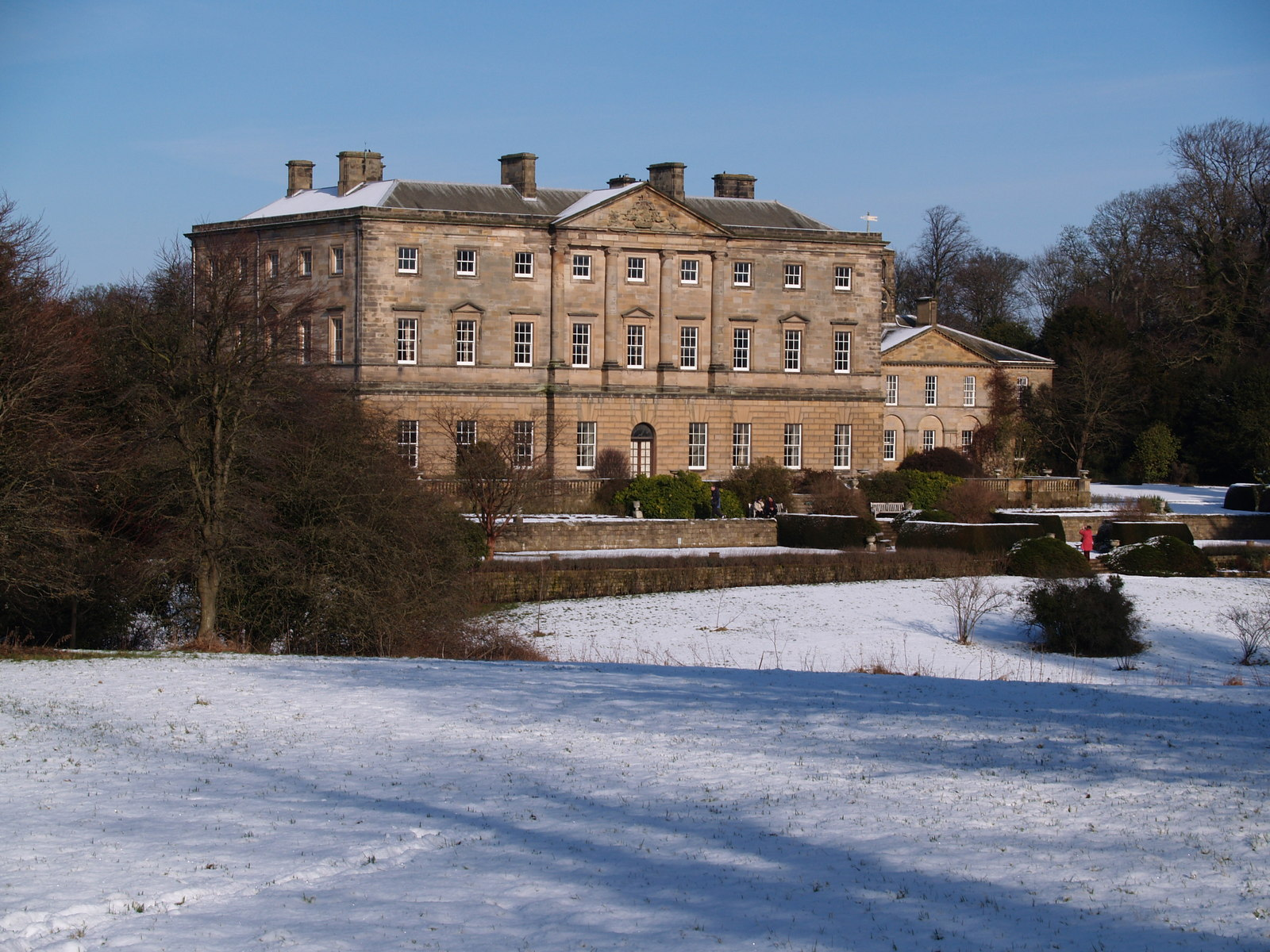
Zámek Howick Hall (Northumberland), hlavní sídlo hrabat Greyů

Po volbách v roce 1830 se whigové dostali k moci a Grey se stal předsedou vlády, v roce 1831 byl jmenován rytířem Podvazkového řádu. Když byl premiérem, zasadil se o přijetí zákona reformujícího volební obvody, který změnil strukturu dolní komory parlamentu, a roku 1833 byl v rámci Britského impéria realizován zákaz otroctví. V následujících letech ale došlo v jeho názorech k posunu směrem ke konzervatismu a byl opatrný v prosazování dalších reforem. Roku 1834 odešel z politiky a jeho nástupcem ve funkci premiéra se stal William Lamb.
Grey se vrátil do Howicku, ale politický vývoj stále sledoval. S postupujícím časem se vyjadřoval k vládě stále kritičtěji a to především proti narůstající závislosti vlády na radikálech. V jeho názorech se stále více projevoval konzervatismus, jaký vyjádřil na svém posledním veřejném vystoupení v září 1834 – uvedl, že účelem volební reformy byla ochrana a posílení konstitucionálního řádu, který měl být akceptovatelný pro většinu společnosti, zvláště pak pro střední společenskou třídu, které tato reforma přinesla největší užitek.

## Pozdní období
Grey strávil poslední léta svého života v ústraní v Howicku se svými knihami, rodinou a psy. V posledních letech byl jeho zdravotní stav chatrný a 17. července 1845 zemřel. Byl pohřben na místním hřbitově.
Značka čaje Earl Grey, čaj obsahující aromatickou bergamotovou silici, je pojmenována na jeho počest.

## Rodina

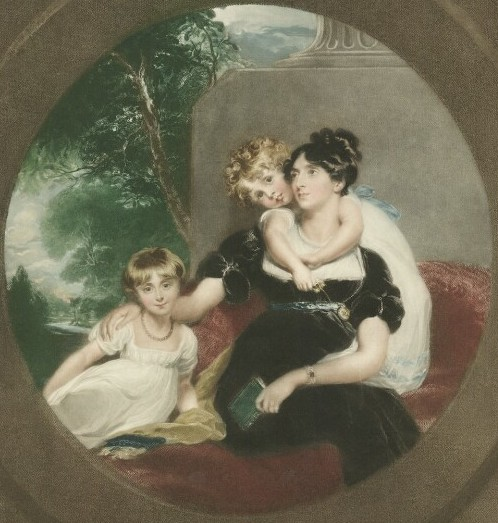
Charlesova manželka Mary Elizabeth s dcerami Carolinou a Georgianou (1805)

V roce 1794 se oženil s Mary Elizabeth Ponsonbyovou (1776–1861), dcerou vlivného irského politika Williama Ponsonbyho (1744–1806) ze šlechtické rodiny Ponsonbyů. Z jejich manželství se narodilo šestnáct dětí:
- 1. mrtvě narozená dcera (1796)
- 2. Louisa Elizabeth (1797–1841), dvorní dáma královny Viktorie, ∞ 1816 John Lambton, 1. hrabě z Durhamu (1792–18410), generální guvernér Kanady 1838–1839
- 3. Elizabeth (1798–1880), ∞ 1826 John Crocker Bulteel (1793–1843), člen Dolní sněmovny, šerif v Devonu
- 4. Caroline (1799–1875), ∞ 1827 George Barrington (1794–1835), kapitán Royal Navy
- 5. Georgiana (1801–1900)
- 6. Henry George Grey, 3. hrabě Grey (1802–1894), člen Dolní sněmovny, hrabě Grey a člen Sněmovny lordů 1845, ministr války a kolonií 1846–1852, rytíř Podvazkového řádu, ∞ 1832 Maria Copley (1803–1879)
- 7. Charles (1804–1870), generál, člen Dolní sněmovny, tajemník královny Viktorie, ∞ 1836 Caroline Farquhar (1814–1890), dvorní dáma královny Viktorie
- 8. Sir Frederick William (1805–1878), admirál Royal Navy, první námořní lord 1861–1866, ∞ 1846 Barbara Sullivan
- 9. Mary (1807–1884), ∞ 1829 Charles Wood, 1. vikomt Halifax (1800–1885), lord kancléř pokladu 1846–1852, první lord admirality 1855–1858, ministr pro Indii 1859–1866
- 10. William (1808–1815)
- 11. George (1809–1891), admirál Royal Navy, ∞ 1845 Jane Frances Stuart (1822–1892)
- 12. Thomas (1810–1826)
- 13. John (1812–1895), kanovník v Durhamu, ∞ 1836 Georgiana Elizabeth Hervey (†1869)
- 14. Francis Richard (1813–1895), kanovník v Newcastle, ∞ 1840 Elizabeth Dorothy Howard (†1891)
- 15. Henry Cavendish Grey (1814–1880), kapitán v armádě
- 16. William George (1819–1865), diplomat

Charlesův mladší bratr Sir Henry George Grey (1766–1845) sloužil v armádě a během napoleonských válek dosáhl hodnosti generála. Další bratr Sir George Grey (1767–1828) byl námořním důstojníkem a předkem linie baronetů z Fallodonu (z jeho potomstva pocházel pozdější dlouholetý ministr zahraničí Edward Grey). Nejmladší bratr Edward Grey (1782–1837) byl biskupem v Herefordu.
Díky své manželce měl 2. hrabě Grey příbuzenské vazby také na několik významných z rodu Ponsonbyů. Jeho švagry byli generálmajor William Ponsonby (1772–1815), který padl v bitvě u Waterloo, a významný diplomat John Ponsonby, 1. vikomt Ponsonby (1770–1855), dlouholetý britský velvyslanec v Istanbulu a ve Vídni.